# Даргкохский район
Даргкохский район — упразднённая административно-территориальная единица в составе Северо-Осетинской АССР, существовавшая в 1938—1956 годах. Административный центр — село Дарг-Кох.

## Население
По данным переписи 1939 года в Даргкохском районе проживало 15 330 чел., в том числе осетины — 84,8 %, русские — 12,5 %, украинцы — 1,1 %.

## История
Даргкохский район был образован 16 февраля 1938 году в составе Северо-Осетинской АССР. Центром района было назначено село Дарг-Кох.
По данным 1945 года район включал 7 сельсоветов: Брутовский, Даргкохский поселковый, Даргкохский, Заманкульский, Карджинский, Хумалагский и Эмаусский.
В 1956 году Даргкохский район был упразднён, а его территория передана в Кировский район.